# Kvibergs kaserner
Kvibergs kaserner är ett antal före detta militära kaserner och andra byggnader i stadsdelen Kviberg i Göteborg. Kasernerna var militärförläggning från 1895 till 1994 och ingick i dåvarande kasernområdet i Kviberg. Området används numera för allmänna aktiviteter som idrott och rekreation och i anläggningen finns restaurang, museum, marknad och kontor. De är byggnadsminnen enligt Kulturmiljölagen sedan 1 januari 1996. Hela miljön har ett stort både militärhistoriskt och byggnadshistoriskt värde. Det gamla kasernområdet med byggnader i de centrala delarna av Kvibergsområdet förklarades redan 1971, som statligt byggnadsminne och enstaka byggnader i områdets yttre del ingår i Göteborgs stads bevarandeprogram. Kvibergs Kaserner med tillhörande byggnader ägs och förvaltas av fastighetsbolaget Higab sedan 1996.

## Historiskt - ett militärt område
En stor del av Kvibergs ägor togs under 1890-talet i anspråk som plats för en militärförläggning, Göta artilleriregemente (A 2). Regementet hade tidigare från 1798 hållit till vid Ekelundstorget - nuvarande Kaserntorget - samt från 1855 i "Arsenalen", Artillerietablissementet på Lilla Otterhällan - nuvarande Kungshöjd - i Göteborg. Kasernen uppfördes 1891-1895 efter ritningar av arkitekten Erik Josephson i "Baltisk tegelgotik". Enligt en uppgörelse med Göteborgs stad och staten togs kasernen vid Ekelundstorget över av Kungl. Andra Göta artilleriregemente fram till den 1 april 1898, då kasernen helt gick över till staden.
Den 1 oktober 1895 invigdes Kvibergs Kaserner och Göta artilleriregemente flyttade dit. Sedan 1798 hade Kungliga Göta artilleriregemente funnits vid Kaserntorget i centrala staden. 1890 köpte kronan Kvibergs Landeri och Erik Josephsson, arkitekt vid Kungliga Arméförvaltningens fortifikationsdepartement, ritade Kvibergs Kasernetablissement, sedermera kallat Kvibergs Kaserner. Anläggningen uppfördes 1892-1895 och byggmästare var F O Peterson & Söner AB. Byggnaderna utformades i tidstypisk stil som var inspirerad av gotiken och medeltida borgararkitektur. Samtliga byggnader har fasader av rött tegel och svart plåt på taken. Husen är i huvudsak symmetriskt placerade och omfattade ursprungligen bland annat kanslibyggnad, kaserner, exercishus, matsal, vinterstall, sommarstall och ridhus. Byggnaderna grupperades kring en nedre och en övre kaserngård samt en bakre kaserngård mot norr.
I samband med flytten till Kviberg omorganiserades regementet till att bli ett utbildningsregemente för fältartilleriet. Efter hand utvidgades anläggningen. Åren 1903–1905 tillkom nya stallbyggnader i norr. En officersmäss uppfördes 1912 och ett sjukhus 1921. Sjukstallet byggdes 1931 och samma år flyttade regementet sina förrådslokaler i Kronhuskvarteret till det nybyggda "tyghuset" på Kviberg. Regementet fanns kvar på Kviberg till den 31 mars 1962 då det upplöstes och avvecklades. Den 1 april 1962 övertogs kasernområdet av Göta luftvärnsregemente (Lv 6), då det omlokaliserades från Högsbo till Kviberg. 
Genom försvarsbeslutet 1992 ville regeringen rationalisera utbildningen av krigsförbanden i Västsverige, därmed beslutades att omlokalisera Göta luftvärnsregemente till Halmstads garnison, för att från och med den 1 juli 1994 samlokaliseras med Hallands regemente. De övriga enheterna i Kviberg, Luftvärnets tekniska skola (LvTS) omlokaliserades till Östersund och Luftvärnets officershögskola (LvOHS) omlokaliserades till Norrtälje. I samband med försvarsbeslutet reducerades även regementet den 1 juli 1994 till kår och återfick sitt gamla namn Göta luftvärnskår (Lv 6). Där med var en hundraårig militär epok på Kviberg över. Fortifikationsverket kom att sälja området till Göteborgs kommun som via HIGAB tillträdde området 1996.

## Nuläge - ett civilt område
Den 30 juni 1971 förklarades Kvibergs huvudkasernbyggnad som statligt byggnadsminnesmärke. Till byggnadsminnet räknades då ”Exteriören av kanslibyggnad I samt dess trapphus, exteriörerna av kaserner nr II och III; parkanläggningen med gård och trappa framför
kanslibyggnaden.” År 1997 övergick området från statligt byggnadsminne till byggnadsminne enligt KML.  I samband med detta lades byggnaderna på övre och bakre kaserngården.
Idag har Kvibergsområdet inriktning på idrott, föreningsliv och kultur och hyser en mängd verksamheter. På platsen finns idag kommunal förvaltning, bostäder, småföretag, föreningslokaler och annan verksamhet. Regementsmuseet Kvibergs museum finns också inom området, liksom Kvibergs marknad i de före detta stallbyggnaderna.

## Galleri

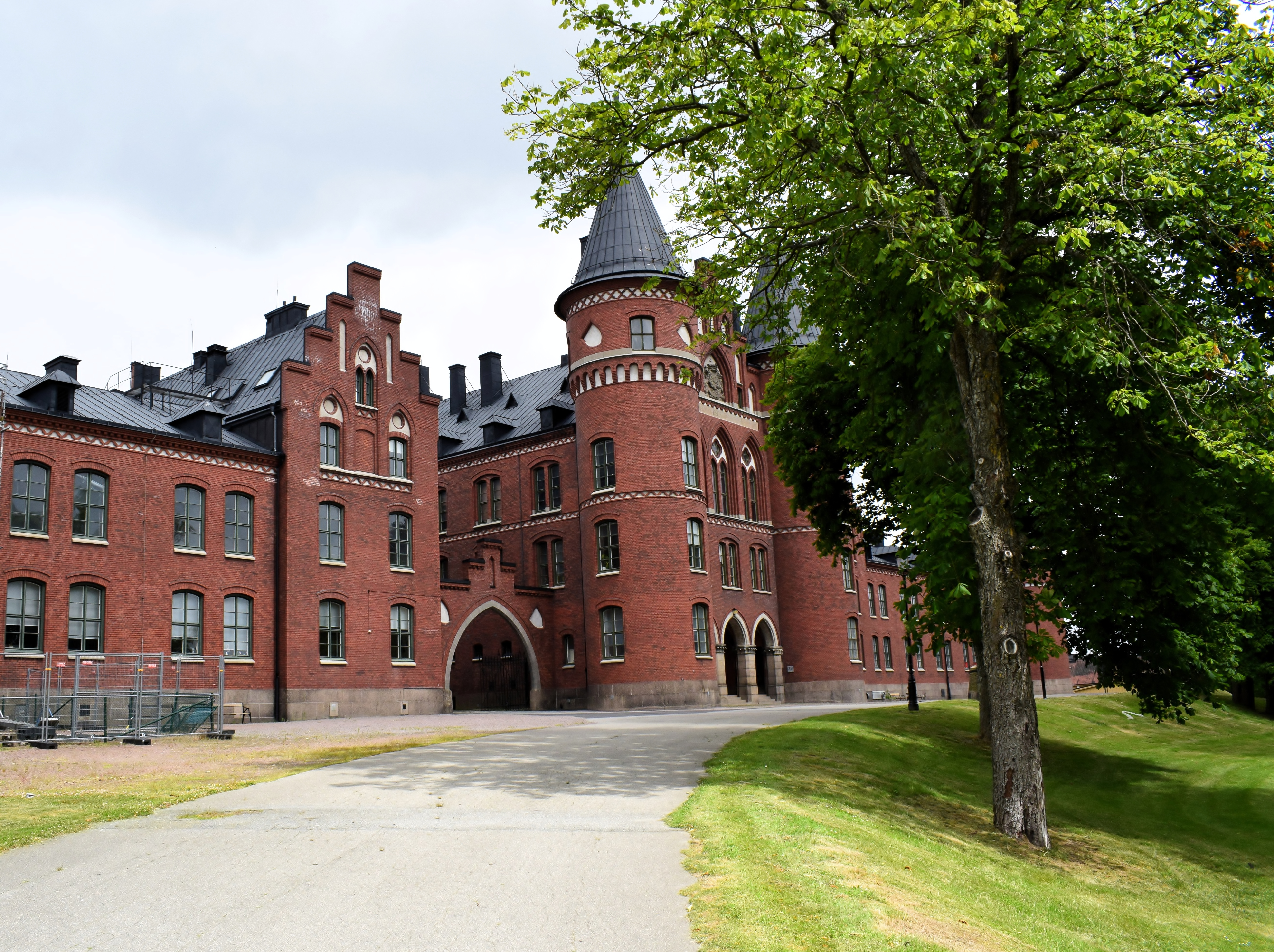
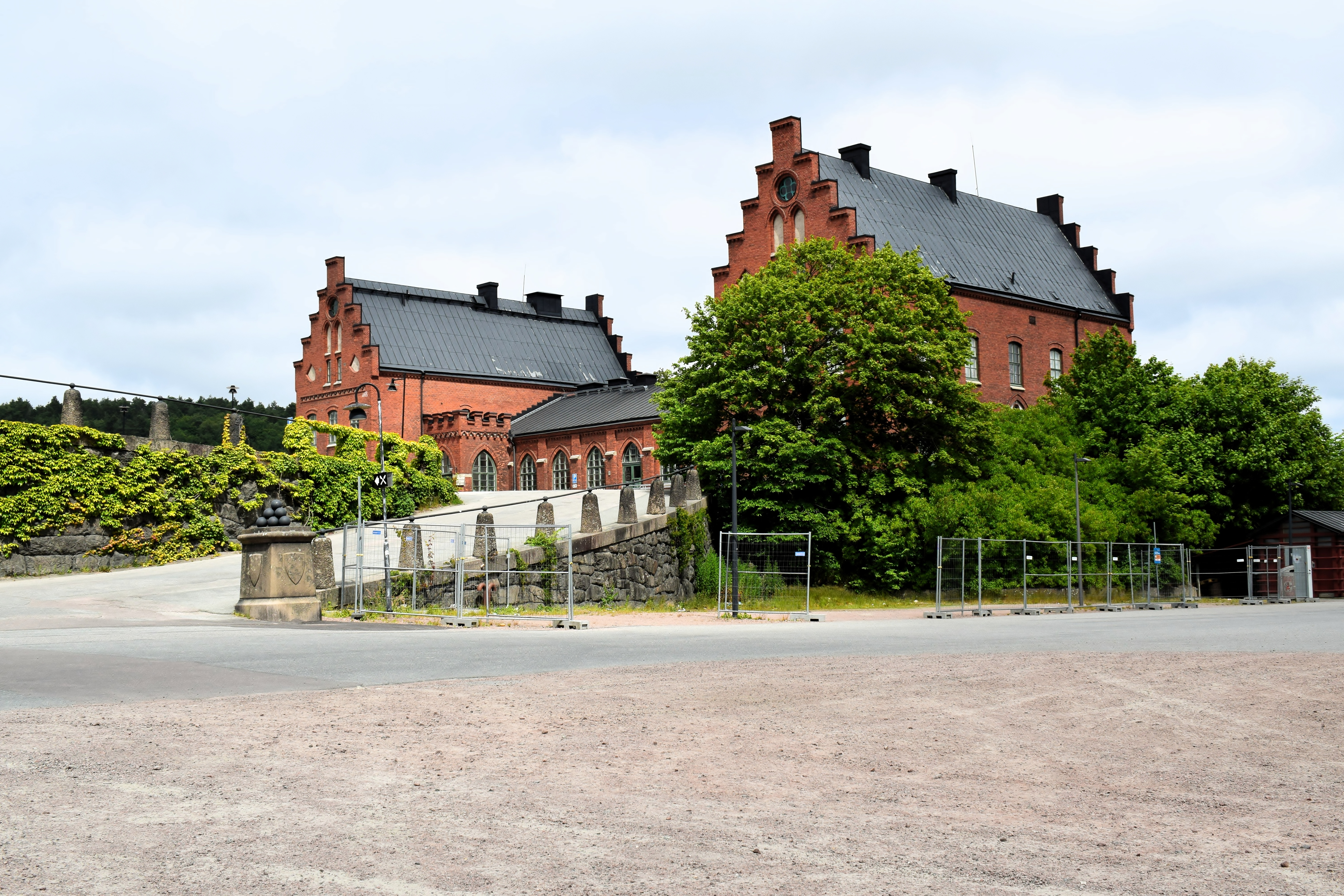
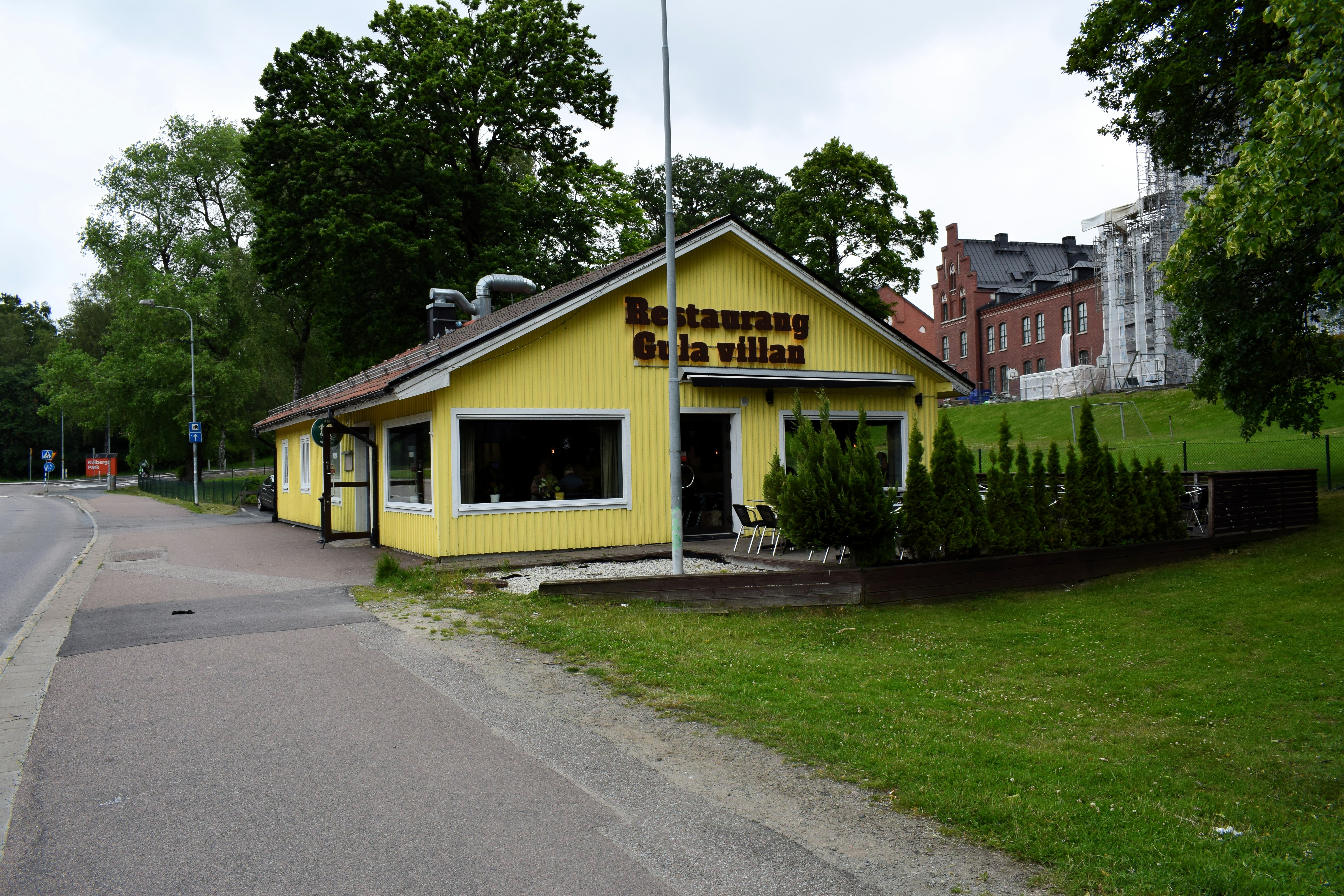
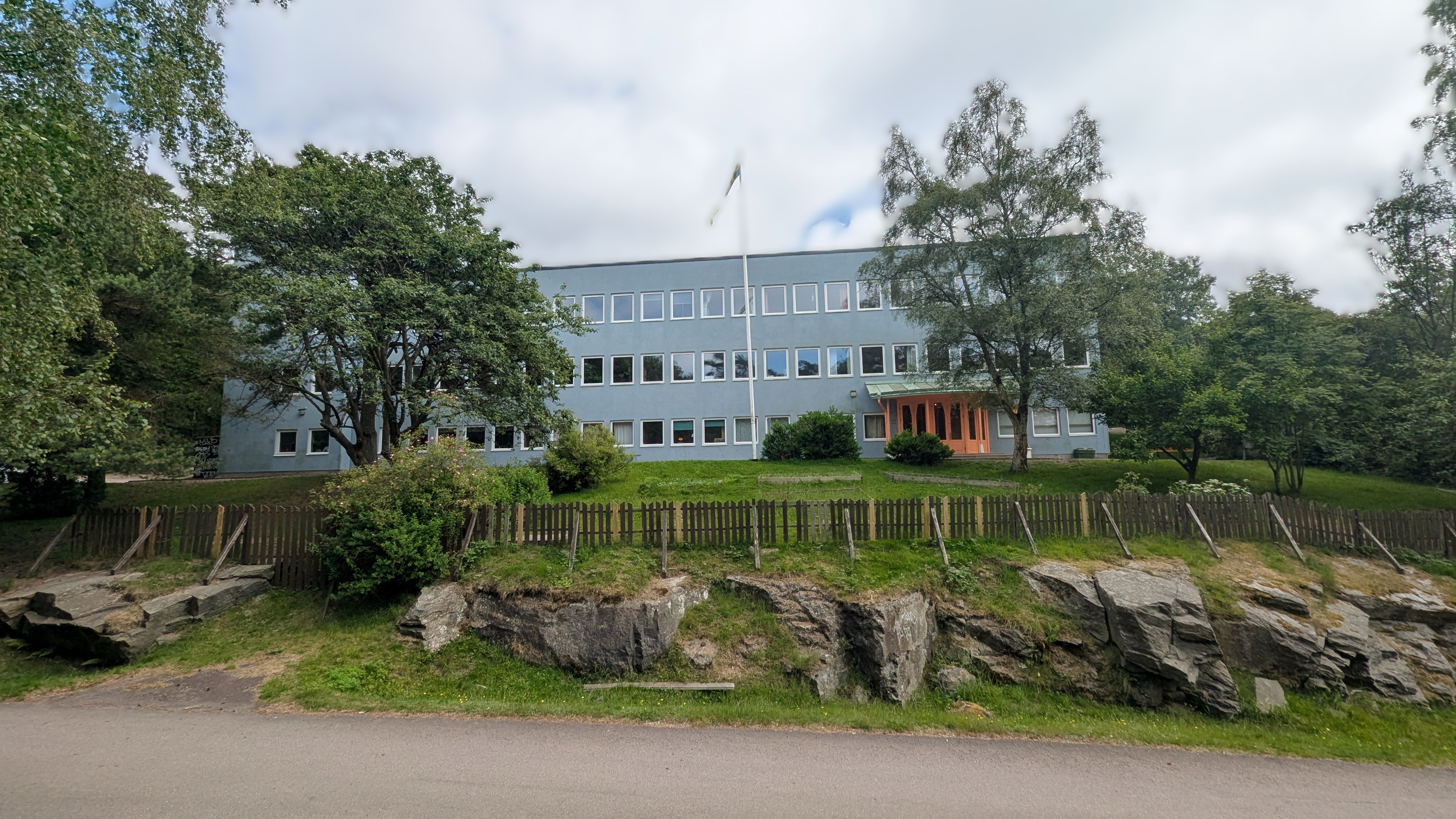
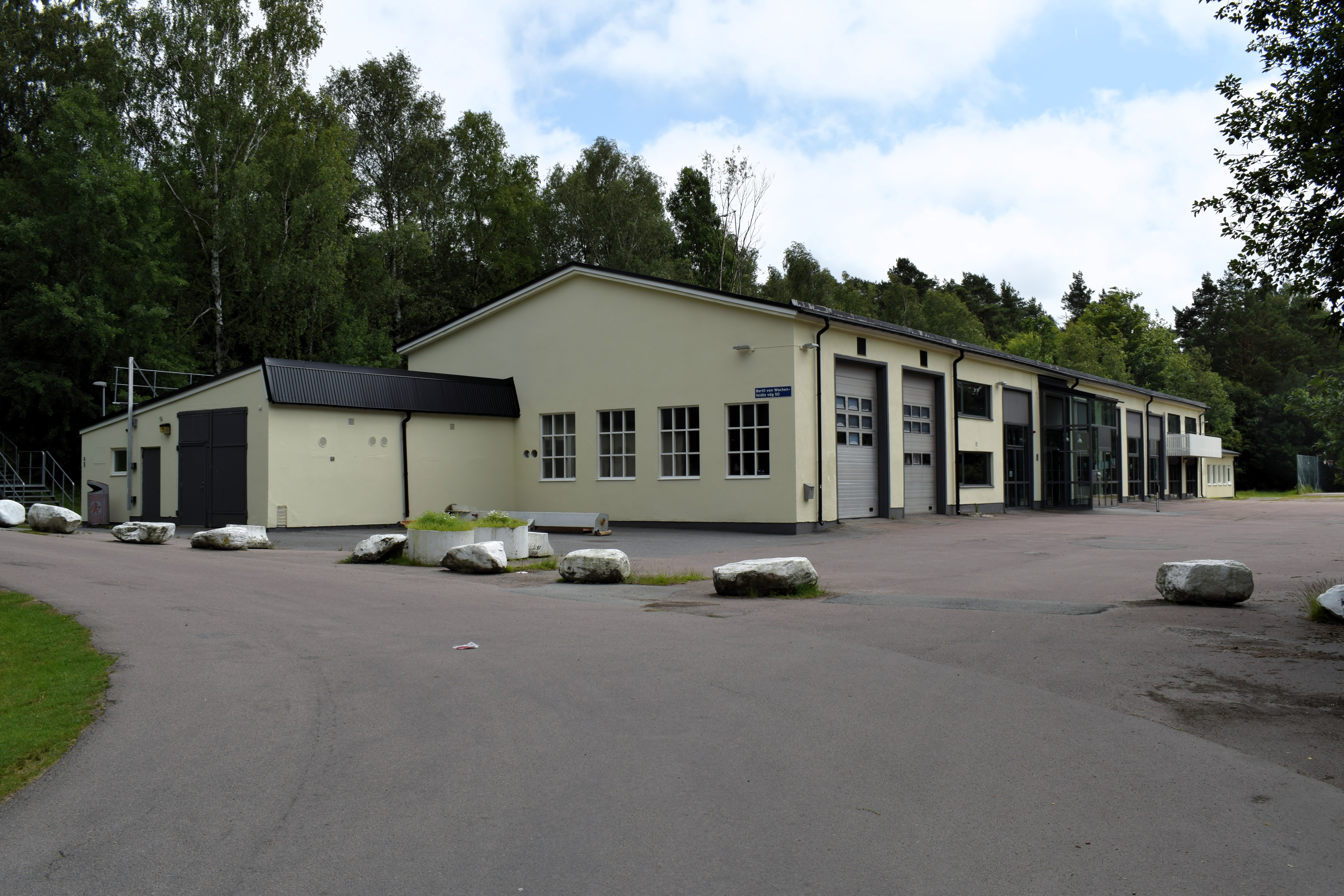
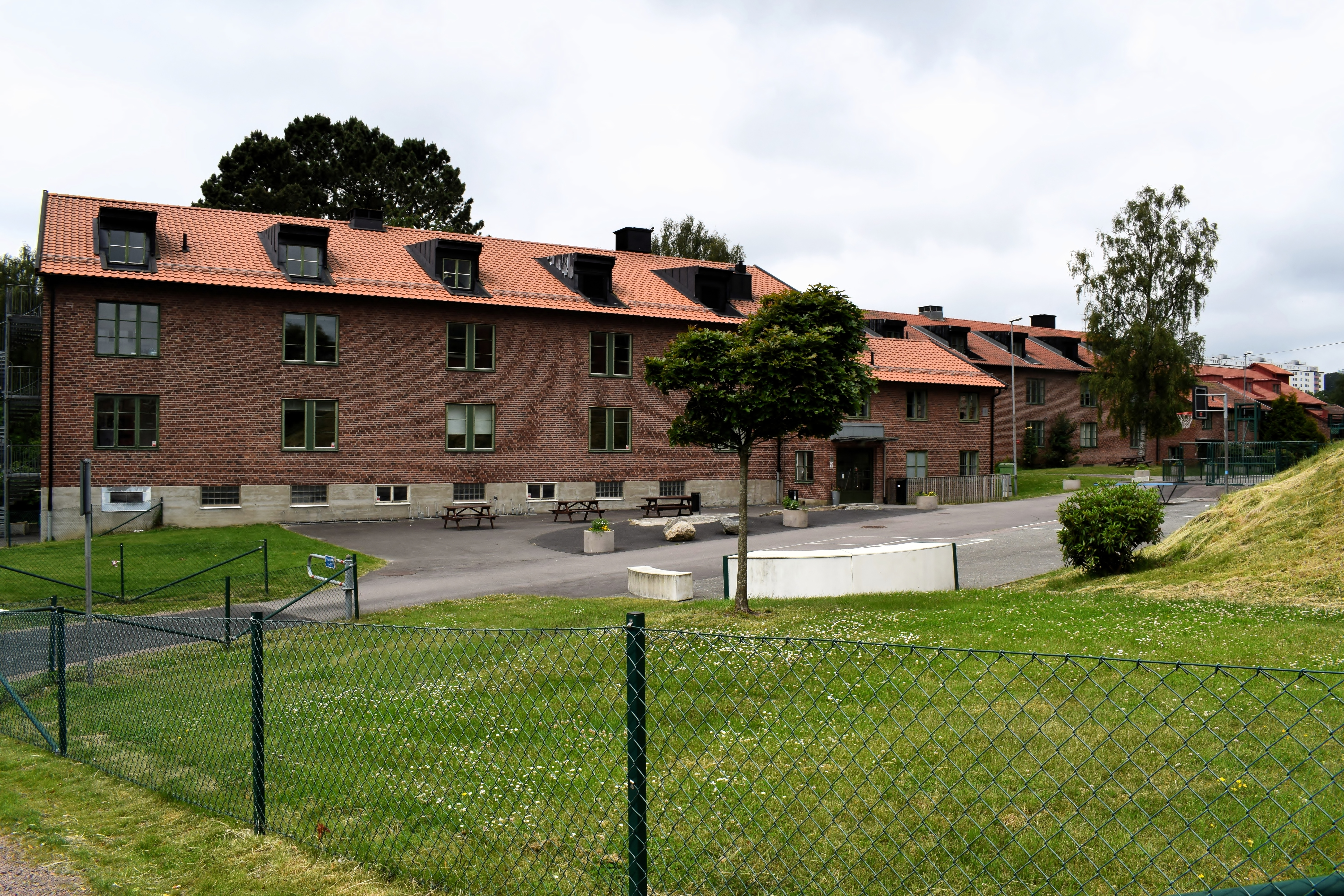
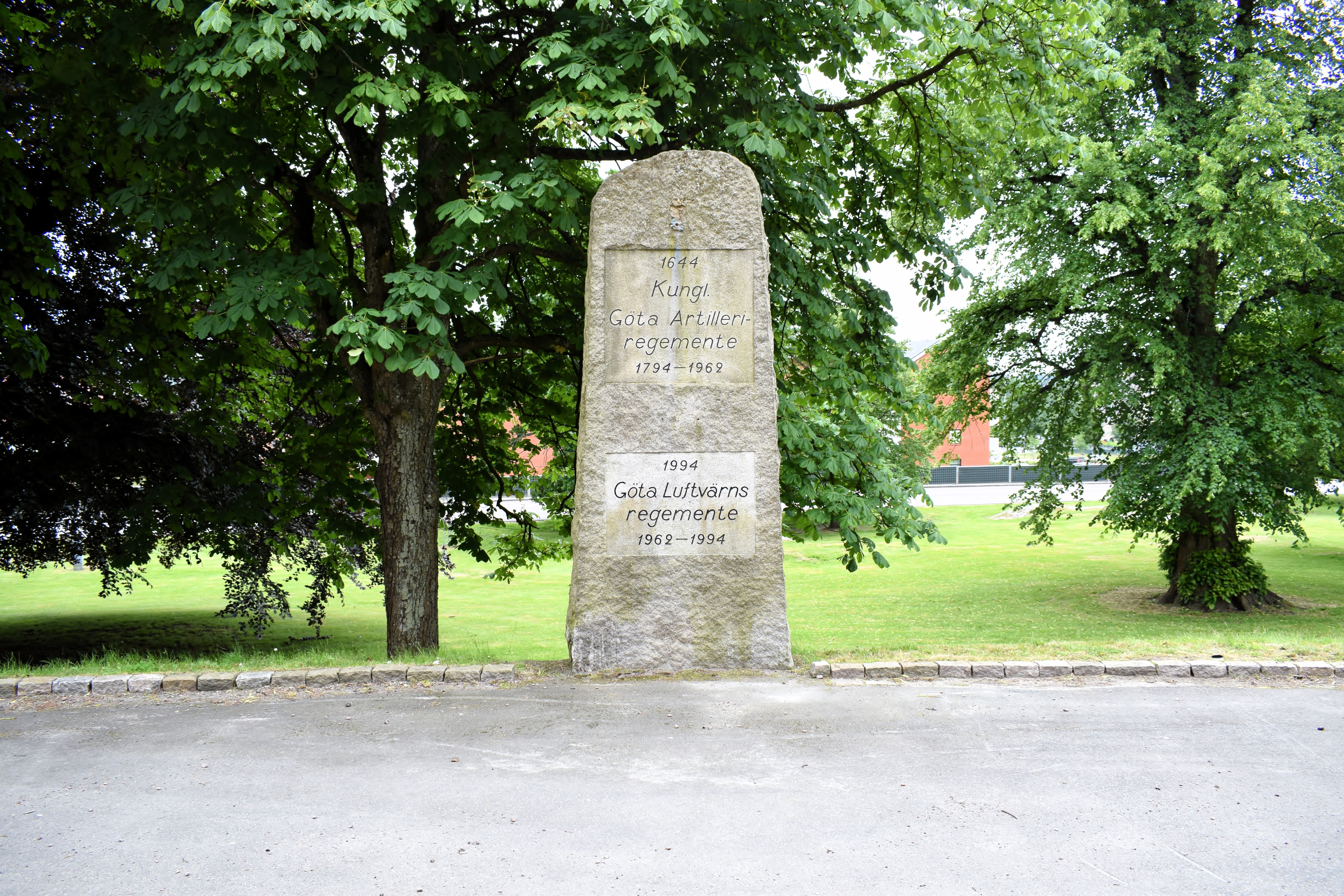